# Notoplites rostratus
Notoplites rostratus is een mosdiertjessoort uit de familie van de Candidae. De wetenschappelijke naam van de soort is voor het eerst geldig gepubliceerd in 1923 door Harmer.